# Museu Sertório
Museu Sertório é uma coleção particular do coronel Joaquim Sertório que constituiu o primeiro acervo do Museu Paulista, mais conhecido como Museu do Ipiranga. Consagrado como o museu de destaque do século XIX na cidade de São Paulo, o acervo foi doado para o Governo Estadual em 1890 pelo conselheiro Francisco de Paula Mayrink, que o havia comprado anteriormente.
Entre 1892 e 1894, tornou-se um anexo da Comissão Geográfica e Geológica de São Paulo e, posteriormente, uma instituição autônoma subordinada à Secretaria do Interior. Em 1895, o Museu Paulista foi inaugurado no Monumento do Ipiranga com as coleções Sertório e Pessanha, além de outras aquisições realizadas pelo então diretor Hermann von Ihering. Anos depois, muitas de suas peças foram transferidas para o Departamento de Zoologia da Secretaria de Agricultura, que mais tarde formaria o Museu de Zoologia da USP.
O acervo era constituído por espécimes zoológicos e botânicos, amostras de minerais, artefatos etnográficos e históricos, litografia e indumentária, com mais de 430 exemplares de mamíferos, 1 600 pássaros, 460 répteis e anfíbios, 292 peixes, além de insetos, moluscos, crânios, ninhos e ovos. Atualmente, o Museu Paulista dispõe de 60 peças históricas do Museu Sertório.
O Museu Sertório foi muito importante para o desenvolvimento e difusão do conhecimento científico, para a educação do público e a formação da identidade cultural da sociedade paulista e brasileira.

## História
Filho de Giovanni Sertorio e Maria Jacinta Gomes, Joaquim Sertório nasceu na cidade de São Paulo na primeira metade do século XIX e casou-se com Maria Bueno Ribas, com quem não teve filhos. Em 1873, fez parte da vida política local da cidade de Limeira como deputado provincial e, em 1881, ocupou o cargo de vereador da capital paulista por dois anos. Após deixar a política, ele se dedicou quase exclusivamente ao museu e teve seu sustento por meio de transações imobiliárias. O coronel Sertório morreu aos 78 anos em 5 de dezembro de 1905, em São Paulo, devido a uma broncopneumonia.
O Museu Sertório nasceu como uma sala de exposição aberta ao público na própria residência do Coronel Joaquim Sertório, localizada no Largo Municipal (atual Praça João Mendes). Em 1884, ele enviou uma carta ao jornal imprensa Ytuana com o intuito de aumentar a sua coleção por meio de doações de objetos de história natural, como artefatos, ossos e crânios de tribos indígenas. No mesmo ano, o Imperador Dom Pedro II visitou o museu junto com sua filha, Princesa Isabel, que teria dito não gostar do odor de uma anta empalhada.
Com o intuito de produzir e difundir conhecimento científico, Sertório realizou diversas expedições. Entre elas, destacam-se algumas inéditas segundo a imprensa, como sua ida ao município de São Vicente para estudar as sambaquis. Os resultados de seus estudos seriam publicados para esclarecer se São Paulo fazia parte dos locais no Brasil em que habitaram as duas raças no período pré-histórico, mas não há registros de artigos científicos em relação a suas descobertas. Sertório também chegou a contratar um viajante naturalista, J. P. da Motta Junior, que viajava pelo país a fim de coletar objetos raros para serem expostos.

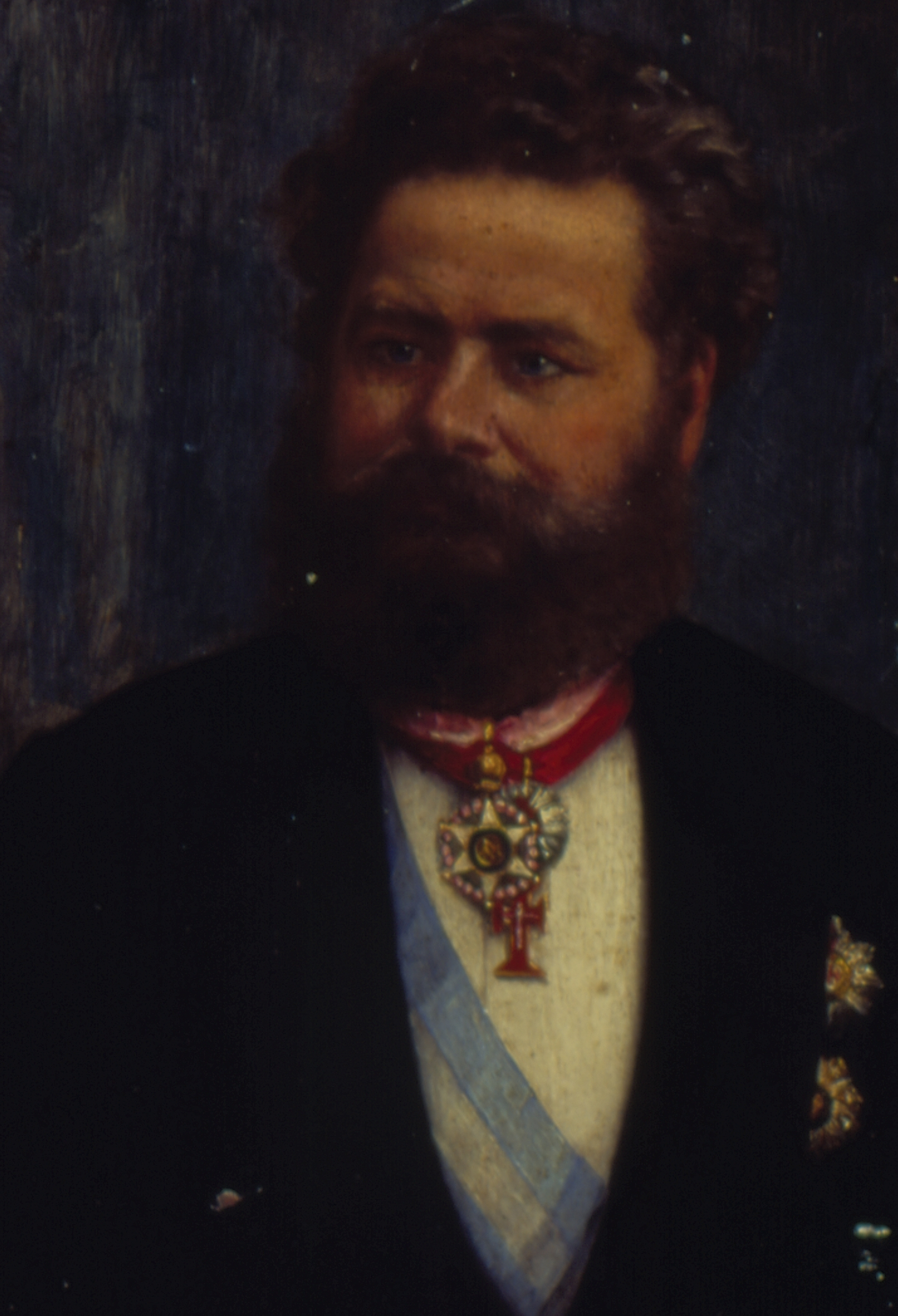
Retrato do Conselheiro Francisco de Paula Mayrink, por Franco Sá Boris, pertencente ao acervo do Museu Paulista.

Em 1890, a coleção Sertório seria vendida a José Teixeira Braga Junior, um brasileiro residente na cidade do Porto. No entanto, a imprensa defendia que o museu deveria permanecer em São Paulo por ser propriedade do estado. Assim, a coleção, junto com o imóvel em que estava instalada, foi comprada pelo conselheiro Francisco de Paula Mayrink, que solicitou sua transferência ao edifício Ipiranga. Em dezembro do mesmo ano, o Museu Sertório foi doado ao governo paulista que, junto com a coleção Pessanha, resultou no Museu do Estado.
Em 1885, o arquiteto e engenheiro italiano Tommaso Gaudenzio Bezzi foi contratado para construir o monumento-edifício de estilo renascentista que se tornaria a nova sede do Museu do Estado em 1890, o Palácio de Bezzi.
Em 1891, o governador de São Paulo, Américo Brasiliense de Almeida Melo, delegou a organização do acervo a Albert Löfgren, elegendo-o diretor do Museu do Estado. Entre 1892 e 1894, o Museu tornou-se um anexo da Comissão Geográfica e Geológica de São Paulo por um curto período e, posteriormente, uma instituição autônoma subordinada à Secretaria do Interior, com Hermann von Ihering nomeado seu diretor. Anteriormente, havia sido transferido para um edifício no Largo do Palácio (atual Pátio do Colégio).
Em 1893, o Museu do Estado ganhou o nome de Museu Paulista (também conhecido como Museu do Ipiranga), oficialmente inaugurado no Monumento do Ipiranga em 1895.
Em 1922, são criadas as sessões de Etnografia e História, ampliando o leque de atuação do museu. Com o passar do tempo e o acréscimo da quantidade de peças no acervo, o Museu Paulista transfere várias de suas coleções para outras instituições, como o Departamento de Zoologia da Secretaria de Agricultura, que iria formar o Museu de Zoologia da USP, também no bairro do Ipiranga.

## Acervo
O acervo do Museu Sertório era composto por objetos advindos do reino animal, vegetal e mineral, além de artefatos etnográficos e históricos, moedas, jornais manuscritos, gravuras, quadros, armas, litografia e indumentária.
A natureza apresentada aos visitantes não dispunha de um único significado, mas consistia em uma visualização panorâmica da natureza do estado e do país. Nos exemplares animais, existiam mais de 430 mamíferos, 1 600 pássaros, 460 répteis e anfíbios, 292 peixes, além de insetos, moluscos, crânios, ninhos e ovos.
Entre as peças expostas, haviam aves empalhadas, borboletas, sambaquis, enfeites e urnas funerárias indígenas, diversas madeiras do país, corais, conchas e grupos completos de pássaros verdes, pica-paus, corujas e gaviões. Além disso, foram encontradas algumas raridades, como a cadeira que pertenceu à Marquesa de Santos, a bala que feriu o Barão de Ladário, um serpentão antiquíssimo, um instrumento de música feito de sola, a espada que pertenceu ao brigadeiro Tobias, a rosa de Jericó e um aparelho de fiar pertencente à D. Clara Maria do Amador Bueno em 1730.
Durante a sua permanência como diretor do Museu do Estado, Albert Löfgren publicou um comunicado nos jornais pedindo doações de objetos históricos e indígenas a todos os interessados por ciência e história para serem expostos junto à coleção Sertório. Com isso, o museu passou a receber objetos de diversas origens, como fragmentos do templo de São Domingos em Cusco, sementes e conchas do Gran Chaco, uma medalha em celebração a Simón Bolívar, um ídolo dos antigos índios quito, uma armadura de guerreiro japonês e onze pedras negras pertencentes a um mosaico da ilha do lago Titicaca, na Bolívia.
No período em que o acervo do Museu Paulista foi transferido para o Departamento de Zoologia da Secretaria de Agricultura, que iria formar o Museu de Zoologia da USP, muitas peças se perderam, como a anta empalhada que chamou a atenção da Princesa Isabel.

### Polêmica da exibição do índio Apyla
Em 1886, houve uma denúncia de que Joaquim Sertório teria exibido no museu um indígena vivo vestido de soldado. O índio Apyla, de nove anos, foi levado a São Paulo pelo viajante Mota Junior quando seus pais foram assassinados no lugar denominado Pontinhas, distrito de São José dos Campos Novos. O Dr. Baltasar da Silva Carneiro foi quem fez a denúncia ao Imperador e ao Governo Geral e Estadual, que teria sido desmentida pelo Correio Paulistano e pelo próprio Motta Junior, declarando que Apyla estava em Santos e nunca foi exposto no museu.

## Relevância
O Museu Sertório foi muito importante para o desenvolvimento da pesquisa científica, para a educação do público e a identificação dos paulistas com a própria cidade, tornando-se um patrimônio local e consagrado como o museu de destaque do século XIX.
Por nascer como um museu de história natural, a visitação do público estava intimamente ligada ao papel de educar a população que Joaquim Sertório prezava, como dito por ele nos pedidos de doações publicados nos jornais da época: "cujo fim especial é a instrução, oferecendo à vista de todos as nossas riquezas naturais”. Em um contexto de expansão urbana e desenvolvimento industrial em São Paulo, a criação de um museu representava um progresso na educação e estava atrelada diretamente ao desenvolvimento científico devido às práticas colecionistas de Sertório.
| Período em anos | Visitantes |
| 1896            | 40.000     |
| 1897            | 32.315     |
| 1898            | 32.965     |
| 1899            | 32.063     |
| 1900            | 28.484     |
| 1901            | 26.672     |
| 1902            | 21.538     |
| 1903            | 34.813     |
| 1904            | 37.851     |
| 1905            | 48.758     |
| Total           | 335.389    |

Fonte: Revista do Museu Paulista, 1907

## Legado
A coleção Sertório foi o primeiro acervo do Museu Paulista, o museu mais antigo da cidade e o mais importante da Universidade de São Paulo - por fazer parte do Museu de Zoologia da USP.
No período de mais de vinte anos em que Ihering esteve à frente do museu, houve uma série de avanços importantes, como a formação de coleções significativas, um avanço no conhecimento de alguns domínios da História Natural e o desenvolvimento de um discurso em conformidade com o que era feito nos museus das grandes capitais mundiais. Com as viagens do diretor à Europa, o museu adotou novas técnicas de exposição das peças, como a inserção do "método plástico" (animais em poses naturais) e novas formas de organização - zoogeograficamente ou em grupos biológicos.
Um de seus mais importantes legados é a preservação da memória cultural e histórica, principalmente a dos indígenas, contribuindo para a formação da identidade cultural da sociedade paulista e brasileira, além de atuar como uma instituição propagadora dos discursos modernos em busca de uma civilização interessada no progresso científico.
Atualmente, o Museu Paulista dispõe de 60 peças históricas do Museu Sertório, entre elas um mapa do relevo de Bragança Paulista feito por um engenheiro alemão e uma peça de madeira do século XVI, usada no Largo da Sé para demarcar o limite entre a área rural e urbana.